# La Fausse esclave
La Fausse esclave er en opera med betegnelsen opéra comique i én akt af Christoph Willibald Gluck til en fransk libretto baseret på Louis Anseaume og Pierre-Augustin Lefèvre de Marcouvilles libretto til La Fausse aventurière, en opéra comique af Jean Louis Laruette. Værket blev uropført den 8. januar 1758 på Burgtheater i Wien. Det fulde partitur er gået tabt, men et klaverudtog er blevet bevaret. 
Klaus Hortschansky har bemærket, at La Fausse esclave er et af de få sceneværker af Gluck, hvor komponisten ikke har genbrugt musikalsk materiale fra tidligere værker, ligesom materiale fra denne opera heller ikke er blevet genbrugt i senere værker.

## Roller
| Rolle     | Stemmetype | Originalbesætning, 8. januar 1758 (Dirigent:) |
| --------- | ---------- | --------------------------------------------- |
| Agathe    | Sopran     |                                               |
| Lisette   | Sopran     |                                               |
| Valère    | Tenor      |                                               |
| Chrisante | Baryton    |                                               |

## Synopsis
Historien drejer sig om, hvordan man forsøger at sikre sig en fars samtykke til datterens ægteskab. 